# Police Quest: SWAT 2
Police Quest: SWAT 2 è un videogioco strategico in tempo reale prodotto dalla Yosemite Entertainment e pubblicato da Sierra On-Line. Rappresenta il secondo episodio della serie SWAT e il sesto della serie Police Quest. Il videogioco a differenza del predecessore Daryl F. Gates' Police Quest: SWAT utilizza una grafica isometrica per una visualizzazione più completa dei personaggi e del campo di gioco.